# Guiraut de Calanson
Guiraut de Calanson fue un trovador francés en occitano del siglo XIII del que se sabe muy poco.

## Biografía
Una biografía contemporánea muy desfavorable y crítica dice de él lo siguiente: "Fue un juglar de Gascuña. Supo bien de letras y fue sutil en su trovar e hizo canciones magistrales tipo desplazenz y descortz, [típicas] de aquella época. Mal recibidos fueron en Provenza él y su obra, y fue poco honrado entre la gente cortesana". Así pues, lo llama juglar y no trovador y su arte le parecía no estar de moda entonces. Y como no hay topónimo alguno en Gascuña que responda a Calanson, hay que poner esta biografía bastante en reparo: tal vez se trate del Chalançon de Ardèche o el de Drôme. Sí es indudable que estuvo en la corte del rey Alfonso VIII de Castilla entre 1202 y 1212, ya que compuso un plahn / planto a la muerte en 1211 del infante Fernando de Castilla (1189-1211), "Belh senher Dieus, quo pot esser sufritz", lastimosamente fallecido a la edad de 22 años.
Han llegado hasta nosotros de su autoría cinco cansós, dos descort, un congé, un planh o planto y un vers (género provenzal de poesía "verdadera").